# 헨리크 셰베리

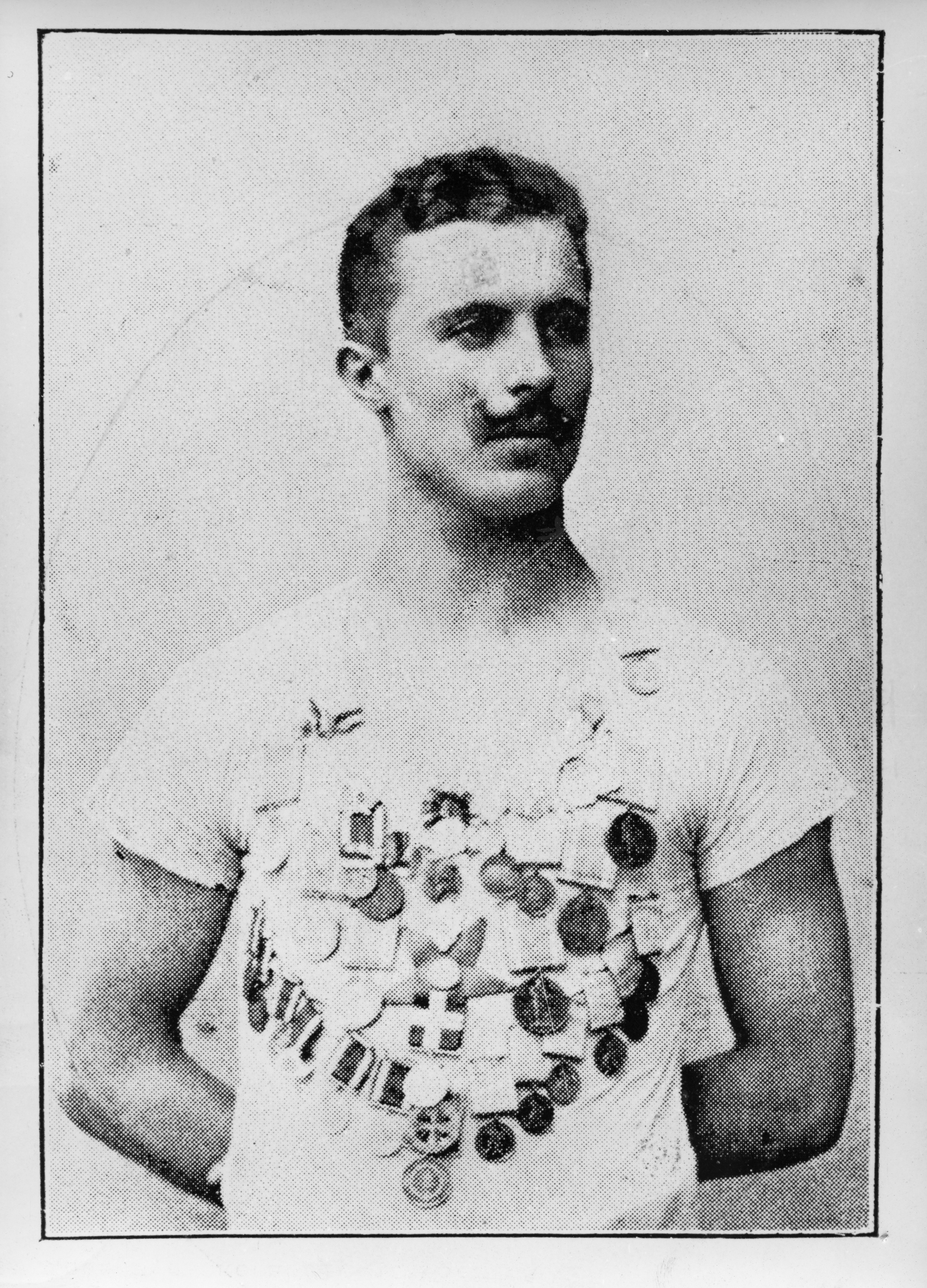

헨리크 셰베리(스웨덴어: Henrik Sjöberg, 1875년 1월 20일 ~ 1905년 8월 1일)는 스톡홀름에서 태어나고 덴마크 헬싱외르에서 사망한 스웨덴의 육상 선수이며 체조 선수다. 그는 아테네에서 열린 1896년 하계 올림픽에 참가했다.
셰베리는 100m에 출전해서 그리스의 게오르기오스 겐니마타스와 조예선 4위를 차지했거나 5위를 차지한 것으로 알려진다. 결승에는 진출하지 못했다.
셰베리는 높이뛰기에도 출전했으며 1.60m를 뛰어서 5명의 출전 선수중 4위를 기록했다.
셰베리는 멀리뛰기에 출전한 9명의 선수 중 하나였다. 그의 순위에 대해 유일하게 알 수 있는 것은 그가 4위 이내에 들지 못했다는 것이다. 그는 원반던지기에서도 4위안에 들지 못했다.
체조 경기에서 셰베리는 도마 경기에 참가했으나 메달을 따지는 못했다.